# Gustaf Linden (arkitekt)
Anders Gustaf Linden, född 23 april 1879 Aneboda, Kronobergs län, död 13 december 1964 i Stockholm, var en svensk arkitekt och stadsplanerare. Han var stadsarkitekt i Linköping från 1912 och fram till 1916 biträdande arkitekt vid Stockholms stads byggnadsnämnd.

## Biografi
Gustaf Linden blev 1912 anställd på deltid som stadsarkitekt i Linköping. Vid sidan av sin tjänst var han även knuten till Byggnadsstyrelsen, där han snart blev en av de ledande stadsplaneexperterna. Vid den tiden drev han egen verksamhet och tillsammans med Osvald Almqvist. Tillsammans ritade de 1912 stadsvillan Tofslärkan 5 i Lärkstaden, Stockholm.
Linden var anhängare av Camillo Sittes idéer om en mjukare, terränganpassad och konstnärlig gestaltad stadsplan, till skillnad mot den stela rutnätsplanen som var förhärskande i slutet av 1800-talet. Linden använde gärna radhus i sina stadsplaner och han ritade själv ett flertal. Några av dem byggdes på 1920-talet och de finns fortfarande kvar i Linköping. Lindens stora insats skulle bli en generalplan för Linköping som blev klar 1923. Denna plan täckte även in framtida utbyggnadsområden och blev den dittills mest genomarbetade exemplet på en sådan övergripande plan. Linden är begravd på Skogskyrkogården i Stockholm.

## Verk (i urval)
- Regna kyrka, Regna socken i Finspångs kommun
- Barnarve (Stora huset, 1919, för borgarrådet Yngve Larsson)
- Tofslärkan 5, Odengatan 7, Stockholm (tillsammans med Osvald Almqvist)

### Bilder

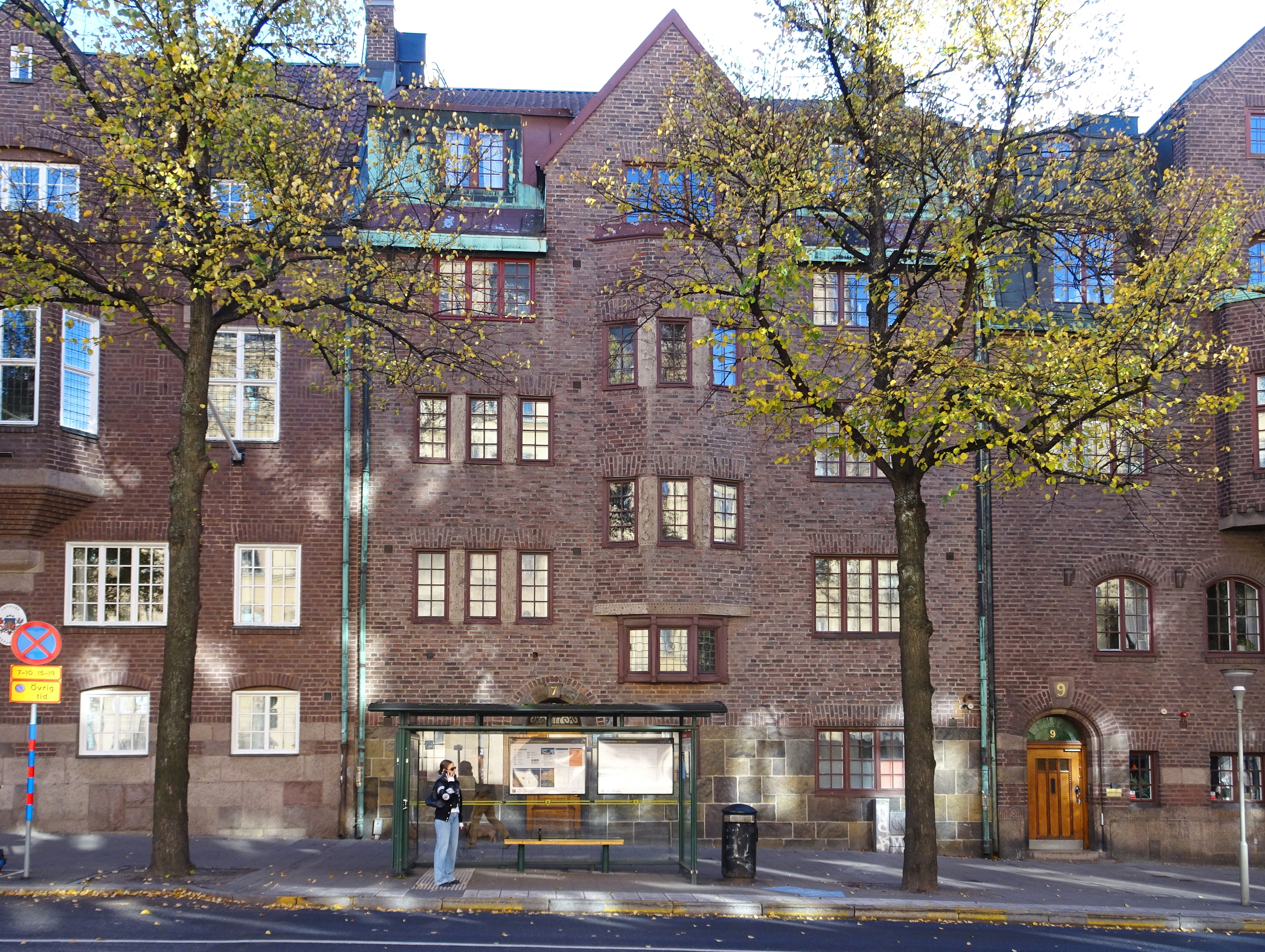
Tofslärkan 5, Odengatan 7, Stockholm
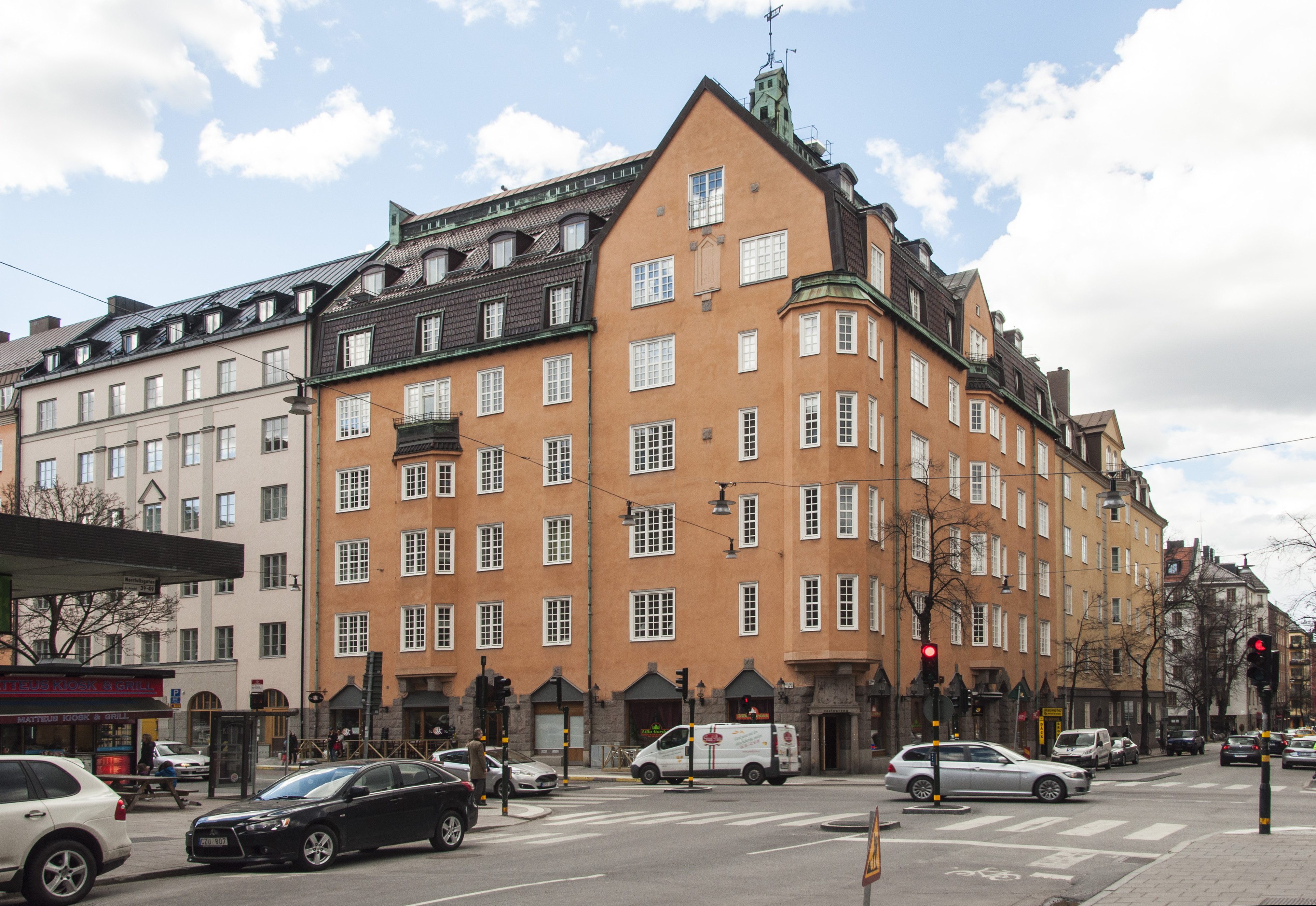
Hugin 2, Stockholm
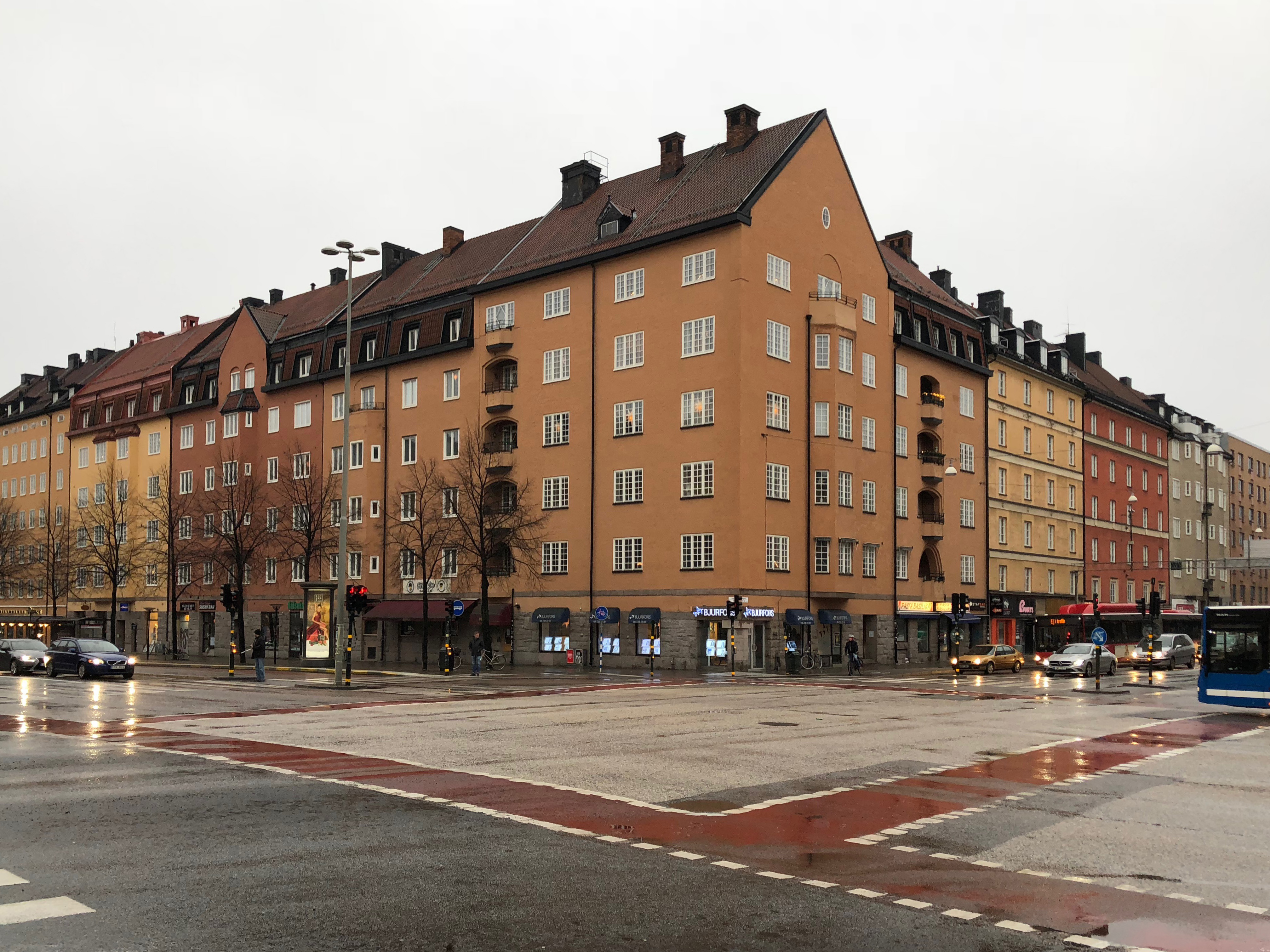
Kroken 24, Stockholm
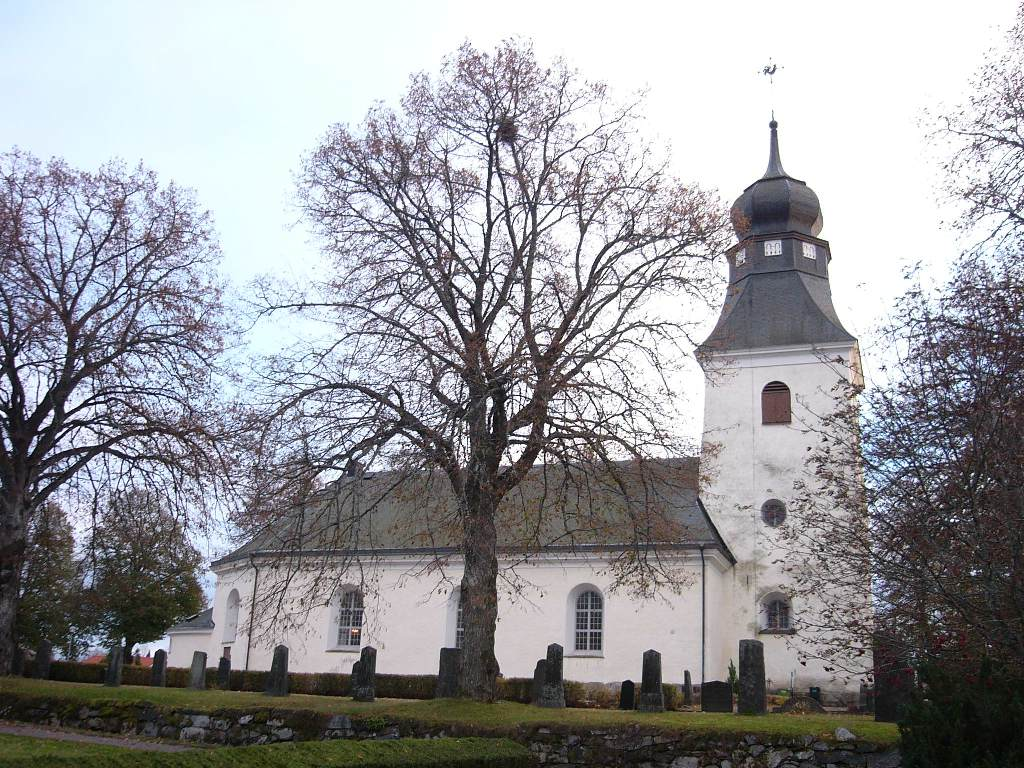
Regna kyrka, Finspångs kommun